# Ludewig von Hanxleden
Friedrich Carl Ludewig von Hanxleden (* 20. November 1744 in Gershausen; † 26. Januar 1815 ebenda) war ein deutscher Offizier, Rittergutsbesitzer und Politiker aus dem Adelsgeschlecht Hanxleden.

## Leben
Von Hanxleden war der Sohn des Landgräflich Hessischen Rittmeisters, Herren auf Gershausen, Johann Wilhelm von Hanxleden (1698–1764) und dessen Ehefrau Charlotte Wilhelmine Christiane geborene von Berlepsch (* 24. Dezember 1716 in Wickershof; † 24. Februar 1798 in Gershausen). Er war evangelisch und heiratete am 4. Mai 1783 in Korbach Marie Sophie Eleonore von Hoiningen gen. Huene (* 4. August 1754 in Nieder-Beisheim; † 4. Mai 1799 in Gershausen), die Tochter des Landgräflich Hessischen Generalmajors Johann Christoph von Hoyningen gen. Huyn (* 3. Juli 1718 in Nieder-Beisheim; † 25. Juli 1780 in New York (gefallen)) und der Wilhelmine Eleonore Charlotte Marie von Huyssen (* 11. März 1734 in Korbach; † 11. März 1792 ebenda). Aus der Ehe ging der Sohn und Erbe Wilhelm von Hanxleden hervor.
Hanxleden war Fürstlich Waldeckischer Major und ab 1800 Bürger der Stadt Korbach. Er lebte als Herr auf Gershausen und Stadtgut Korbach. Von vor 1814 bis zu seinem Tod 1815 war er Mitglied des Landstandes des Fürstentums Waldeck für die Ritterschaft und Gut Gershausen.